# 남한 대토벌 작전
남한 대토벌 작전(南韓大討伐作戰)은 일본 제국이 1909년 9월 1일부터 10월 30일까지 약 2달간에 걸쳐서 대한제국내 전라남도와 그 외곽지대에서 저항을 했던 항일의병들을 진압하기 위해 세운 토벌작전이다. 일본의 명칭은 남한폭도 대토벌작전이다.

## 배경
1907년 대한제국 군대 해산 이후, 해산된 군인들이 의병에 합류하면서 의병의 활동은 전국적으로 확대되어 갔다. 이에 따라서 1907년에서 1909년 전반기에 이르기까지 약 2년간은 전국적으로 의병투쟁 과정에서 가장 격렬한 투쟁이 전개된시기였다.
1907년에서 1909년까지 의병의 대(對) 일본군 전투횟수는 무려 약 2,700회나 되었고, 참가 의병들 숫자만해도 약 40,000여명에 이르렀다. 이들 항일의병 투쟁은 한성부를 중심으로 전국적으로 활발했었는데, 전국적으로 활발하게 의병전쟁이 이어졌다. 일제는 의병 활동이 강한 호남지역에 1909년 9월 1일부터 10월 10일까지 대규모 군사작전을 실시 하기로 했으나 격렬한 저항에 10월 30일까지 연장되었다.

## 전개
1909년에야 들어서 의병활동이 전개되었고 다른 지역은 자연스럽게 일제에 의해서 진압 당한 시점이었다. 09년 9월 기준으로 전라도 지방에 대한 의병 소탕 작전을 시작한다. 이에 일본 제국은 1909년 9월 1일부터 약 2개월 동안 소위 '남한 폭도(暴徒) 대토벌 작전'이라는 명칭으로 항일 의병이 가장 격렬한 지역인 전라남도 지역에 대대적인 탄압을 가했다.
2,000여 명의 정규군을 동원하여 3단계에 걸친 작전으로 전라남도 지역에 항일 의병들을 진압했는데, 제1단계 작전은 전북 남원을 기점으로 고흥, 광주, 영광 등으로 이어지는 외곽 지대, 제2단계는 고흥, 광주, 영광 근방을 기점으로 남서해안에 이르는 지대, 제3단계는 전라남도 서쪽 지방으로 탈출하는 항일 의병들을 섬멸하기 위해 무인도 지역까지를 대상으로 한 이른바 '초토화 작전'이었다.
일본 제국 군대는 압도적인 화력의 우세로 잔학한 방법을 동원하여, 양민과 민가에 무참히 살육하고 방화하고 심지어 약탈 등을 일삼으면서 수많은 민간인과 양민들이 학살당했다.
이과정에서 항일 의병장들만도 103명이 희생되었는데, 그중 항일 의병장 전해산 등 23명은 일본군에 체포되어 형장에서 순국했다. 이때, 일본군에 잡힌 항일 의병들은 강제노동을 당하기도 했는데, 그 대표적 경우가 해남에서 장흥, 보성, 낙안, 순천을 경유하는 광양에서 하동까지의 도로작업에 강제노역 동원된 것이었다. 뒷날, 일본군들은 이 도로를 '폭도 도로'(暴徒道路)라고 명명했다.
의병 진압 후 일본의 사진가였던 야마모토 세이요(山本誠陽)가 1910년 4월 5일 도쿄에서 《남한폭도대토벌기념사진첩》 (南韓暴徒大討伐記念寫眞帖)을 발행하였다. 여기에는 호남 의병장 16인을 비롯해 의병장들의 처형 전 사진과 기타 자료들이 담겨 있다. 2023년에는 호남 의병장의 원본 사진이 발견되었다.

## 같이 보기
- 항일의병운동